# 1988 w nauce

## Astronomia
- Gerard de Vaucouleurs – Nagroda Henry Norris Russell Lectureship przyznawana przez American Astronomical Society.
- James E. Gunn – Nagroda Dannie Heineman Prize for Astrophysics przyznawana przez American Astronomical Society.

## Chemia
- odkrycie reakcji chemicznej nazwanej asymetryczną dihydroksylacja Sharplessa

## Technika
- 11 grudnia – start pierwszego satelity telekomunikacyjnego rodziny ASTRA, umożliwiającego odbiór programów telewizji satelitarnej w Europie przy pomocy małych anten parabolicznych.

## Nagrody Nobla
- Fizyka – Leon Max Lederman, Melvin Schwartz, Jack Steinberger
- Chemia – Johann Deisenhofer, Robert Huber, Hartmut Michel
- Medycyna – James Whyte Black, Gertrude Belle Elion, George Herbert Hitchings

## Zmarli
- 15 lutego – Richard Feynman, fizyk amerykański, laureat Nagrody Nobla.